# 佐藤モニカ
佐藤 モニカ（さとう モニカ、1974年8月21日 ‐ ）は、日本の歌人・詩人・小説家。

## 概要
千葉県出身。竹柏会「心の花」会員。佐佐木幸綱に師事。ブラジル移民を題材とした詩・小説・児童文学も執筆している。
弟は落語家の6代目玉屋柳勢（旧・柳亭市楽）。夫は名桜大学准教授の屋良健一郎。

## 略歴
- 1997年、竹柏会「心の花」入会[2]。
- 1999年、「ボンヂーア」で第40回千葉児童文学賞佳作。
- 2010年、「サマータイム」で第21回歌壇賞次席[3]。
- 2011年、「マジックアワー」で第22回歌壇賞受賞[2]。
- 2014年、小説「ミツコさん」で第39回新沖縄文学賞受賞[4]。
- 2015年、小説「カーディガン」で第45回九州芸術祭文学賞最優秀賞受賞[5]。
- 2016年、第50回沖縄タイムス芸術選賞奨励賞（文学部門・小説）受賞[6]。
- 2017年、詩集『サントス港』で第40回山之口貘賞受賞[7]。
- 2018年、歌集『夏の領域』で第24回日本歌人クラブ新人賞[8]および第62回現代歌人協会賞受賞[9]。
- 2020年、詩集『世界は朝の』で第15回三好達治賞受賞[10]。
- 2021年、詩集『一本の樹木のように』で第17回日本詩歌句随筆評論大賞の詩部門優秀賞[11]。

## 著作リスト

### 単行本

#### 詩集
- サントス港（新星出版、2017年4月）
- 世界は朝の（新星出版、2019年6月）
- 一本の樹木のように（新星出版、2021年1月）

#### 歌集
- 夏の領域（本阿弥書店、2017年9月）
- 白亜紀の風（短歌研究社、2021年8月）

### 雑誌等掲載作品

#### 小説
- 「カーディガン」 - 『九州芸術祭文学賞作品集』45巻（九州文化協会、2015年3月）収録
  - 『文學界』2015年4月号に転載された。
  - 『文学 2016』（日本文藝家協会編、講談社、2016年4月）に再録された。
  - 『小説って何だ 九州芸術祭文学賞五十周年記念最優秀作品集1970～2019』（九州文化協会編、忘羊社、2020年3月）に再録された。
- 「コラソン」（『文學界』2015年9月号）
- 「ジャカランダホテル」（『文學界』2017年3月号）